# Andri Kalashnykov
Andri Mykolayovych Kalashnykov –en ucraniano, Андрій Миколайович Калашников– (Kiev, 20 de noviembre de 1964) es un deportista ucraniano que compitió para la Unión Soviética en lucha grecorromana.
Participó en dos Juegos Olímpicos de Verano, obteniendo la medalla de bronce en Atlanta 1996, en la categoría de 52 kg, y el cuarto lugar en Sídney 2000.
Ganó una medalla de bronce en el Campeonato Mundial de Lucha de 1994 y cuatro medallas en el Campeonato Europeo de Lucha entre los años 1989 y 1996.

## Palmarés internacional
| Representando a la URSS |                          |                   |           |
| Campeonato Europeo      |                          |                   |           |
| Año                     | Lugar                    | Medalla           | Categoría |
| 1987                    | Tampere (Finlandia)      | Medalla de oro    | 52 kg     |
| Representando a Ucrania |                          |                   |           |
| Juegos Olímpicos        |                          |                   |           |
| Año                     | Lugar                    | Medalla           | Categoría |
| 1996                    | Atlanta (Estados Unidos) | Medalla de bronce | 52 kg     |
| Campeonato Mundial      |                          |                   |           |
| Año                     | Lugar                    | Medalla           | Categoría |
| 1994                    | Tampere (Finlandia)      | Medalla de bronce | 52 kg     |
| Campeonato Europeo      |                          |                   |           |
| Año                     | Lugar                    | Medalla           | Categoría |
| 1993                    | Estambul (Turquía)       | Medalla de plata  | 52 kg     |
| 1995                    | Besanzón (Francia)       | Medalla de bronce | 52 kg     |
| 1996                    | Budapest (Hungría)       | Medalla de oro    | 52 kg     |